# Мартин, Леонис
Леонис Мартин Тапанес (исп. Leonys Martín Tápanes, 6 марта 1988, Корралильо) — кубинский бейсболист, аутфилдер клуба японской лиги «Тиба Лотте Маринс».

## Биография

### Ранние годы
Мартин родился на Кубе, в провинции Вилья-Клара, один из пяти детей в семье. Своё имя получил в честь Лайонела Ричи — любимого музыканта своей матери. В бейсбол его научил играть отец.
В возрасте 17-и лет Мартин начал играть за команду «Наранхас де Вилья-Клара», выступавшую в Кубинской национальной серии. Также выступал за национальную сборную Кубы. В 2006 году играл на юниорском чемпионате мира. В 2009 году вошёл в состав сборной Кубы на Мировую бейсбольную классику, будучи самым молодым игроком команды.
Во время чемпионата мира 2010 года, проходившего на Тайване, сбежал из расположения сборной, через Токио добравшись в Мехико. Затем подал прошение в Главную лигу бейсбола о предоставлении ему статуса свободного агента.

### Главная лига бейсбола
В мае 2011 года подписал пятилетний контракт с «Техас Рейнджерс», сумма соглашения составила 15,5 млн долларов. После весенних сборов Мартин начал выступления за фарм-клуб «Рейнджеров» в лиге AA «Фриско РафРайдерс». В июле его перевели в лигу AAA в состав «Раунд-Рок Экспресс». 30 августа 2011 года Мартина вызвали в основной состав клуба вместо травмированного Нельсона Круса. 2 сентября дебютировал в МЛБ.
Сезон 2012 года снова начал в «Раунд-Рок Экспресс», но 15 июня вновь получил шанс в основе, заменив получившего травму Кодзи Уэхару.
В 2013 году вошёл в стартовый состав «Рейнджерс» на игру открытия сезона против «Хьюстон Астрос».
После окончания сезона 2015 года Мартин был обменян в «Сиэтл Маринерс». В 2016 году установил личный рекорд по количеству хоум-ранов за сезон (15).
В августе 2017 года его обменяли в «Чикаго Кабс», где Мартин был включён в состав команды на плей-офф.
5 декабря 2017 года подписал однолетний контракт с «Детройт Тайгерс». В регулярном чемпионате 2018 года Мартин сыграл за Тайгерс в 78 играх с показателем игры в защите 99,2 %. В июле его обменяли в «Кливленд Индианс» на перспективного шортстопа Вилли Кастро. В августе руководство «Кливленда» объявило, что Мартин восстанавливается после опасного заболевания инфекционного характера и сроки его появления на поле неизвестны. В октябре Леонис подписал с клубом контракт на сезон 2019 года.
В июле 2019 года Мартин подписал однолетний контракт с японский клубом «Тиба Лотте Маринс». 